# Osicówka
Osicówka – część wsi Radkowice położona w województwie świętokrzyskim w powiecie kieleckim w gminie Chęciny.
W latach 1975–1998 miejscowość administracyjnie należała do województwa kieleckiego.